# أولاد البكري (سيدي بوطيب)
أولاد البكري هي إحدى مشيخات المملكة المغربية، تتبع جغرافيا لإقليم بولمان وإداريًا لسيدي بوطيب. يقدر عدد سكانها بـ 1471 نسمة حسب الإحصاء الرسمي للسكان والسكنى لسنة 2004.